# Primeiro-ministro da República do Congo
O Primeiro-ministro da República do Congo (em francês: "Premier ministre de la République du Congo") é o chefe de governo da República do Congo e líder do gabinete de ministros congolês.

## Lista
Primeiro-ministro incumbente
     Primeiro-ministro interino
| Ordem                                                         | Nome                                                          | Início do Mandato                                             | Fim do Mandato                                                | Duração                   |
| ------------------------------------------------------------- | ------------------------------------------------------------- | ------------------------------------------------------------- | ------------------------------------------------------------- | ------------------------- |
| República do Congo                                            |                                                               |                                                               |                                                               |                           |
| 1                                                             | Alphonse Massamba-Débat                                       | 16 de agosto de 1963                                          | 19 de dezembro de 1963                                        | 3 anos e 4 meses          |
| Vago (19 de dezembro de 1963 – 24 de dezembro de 1963)        | Vago (19 de dezembro de 1963 – 24 de dezembro de 1963)        | Vago (19 de dezembro de 1963 – 24 de dezembro de 1963)        | Vago (19 de dezembro de 1963 – 24 de dezembro de 1963)        | 5 dias                    |
| 2                                                             | Pascal Lissouba                                               | 24 de dezembro de 1963                                        | 15 de abril de 1966                                           | 2 anos, 3 meses e 22 dias |
| Vago (15 de abril de 1966 – 6 de maio de 1966)                | Vago (15 de abril de 1966 – 6 de maio de 1966)                | Vago (15 de abril de 1966 – 6 de maio de 1966)                | Vago (15 de abril de 1966 – 6 de maio de 1966)                | 21 dias                   |
| 3                                                             | Ambroise Noumazalaye                                          | 6 de maio de 1966                                             | 12 de janeiro de 1968                                         | 1 ano, 8 meses e 6 dias   |
| Vago (12 de janeiro de 1968 – 4 de agosto de 1968)            | Vago (12 de janeiro de 1968 – 4 de agosto de 1968)            | Vago (12 de janeiro de 1968 – 4 de agosto de 1968)            | Vago (12 de janeiro de 1968 – 4 de agosto de 1968)            | 6 meses e 23 dias         |
| 4                                                             | Alfred Raoul                                                  | 4 de agosto de 1968                                           | 30 de dezembro de 1969                                        | 1 ano, 4 meses e 26 dias  |
| Cargo abolido (30 de dezembro de 1969 – 3 de janeiro de 1970) | Cargo abolido (30 de dezembro de 1969 – 3 de janeiro de 1970) | Cargo abolido (30 de dezembro de 1969 – 3 de janeiro de 1970) | Cargo abolido (30 de dezembro de 1969 – 3 de janeiro de 1970) | 4 dias                    |
| República Popular do Congo                                    |                                                               |                                                               |                                                               |                           |
| Cargo abolido (3 de janeiro de 1970 – 28 de julho de 1973)    | Cargo abolido (3 de janeiro de 1970 – 28 de julho de 1973)    | Cargo abolido (3 de janeiro de 1970 – 28 de julho de 1973)    | Cargo abolido (3 de janeiro de 1970 – 28 de julho de 1973)    | 3 anos, 6 meses e 25 dias |
| 5                                                             | Henri Lopes                                                   | 28 de julho de 1973                                           | 18 de dezembro de 1975                                        | 2 anos, 4 meses e 20 dias |
| 6                                                             | Louis Sylvain Goma                                            | 18 de dezembro de 1975                                        | 7 de agosto de 1984                                           | 8 anos, 7 meses e 20 dias |
| 7                                                             | Ange Édouard Poungui                                          | 7 de agosto de 1984                                           | 7 de agosto de 1989                                           | 5 anos                    |
| 8                                                             | Alphonse Poaty-Souchlaty                                      | 7 de agosto de 1989                                           | 3 de dezembro de 1990                                         | 1 ano, 3 meses e 26 dias  |
| –                                                             | Pierre Moussa                                                 | 3 de dezembro de 1990                                         | 8 de janeiro de 1991                                          | 1 mês e 5 dias            |
| (6)                                                           | Louis Sylvain Goma                                            | 8 de janeiro de 1991                                          | 8 de junho de 1991                                            | 5 meses                   |
| 9                                                             | André Milongo                                                 | 8 de junho de 1991                                            | 15 de março de 1992                                           | 9 meses e 7 dias          |
| República do Congo                                            |                                                               |                                                               |                                                               |                           |
| (9)                                                           | André Milongo                                                 | 15 de março de 1992                                           | 2 de setembro de 1992                                         | 5 meses e 18 dias         |
| 10                                                            | Stéphane Maurice Bongho-Nouarra                               | 2 de setembro de 1992                                         | 6 de dezembro de 1992                                         | 3 meses e 4 dias          |
| 11                                                            | Claude Antoine Dacosta                                        | 6 de dezembro de 1992                                         | 23 de junho de 1993                                           | 6 meses e 17 dias         |
| 12                                                            | Joachim Yhombi-Opango                                         | 23 de junho de 1993                                           | 27 de agosto de 1996                                          | 3 anos, 2 meses e 4 dias  |
| 13                                                            | Charles David Ganao                                           | 27 de agosto de 1996                                          | 8 de setembro de 1997                                         | 1 ano e 12 dias           |
| 14                                                            | Bernard Kolélas                                               | 8 de setembro de 1997                                         | 15 de outubro de 1997                                         | 1 mês e 7 dias            |
| Cargo abolido (15 de outubro de 1997 – 7 de janeiro de 2005)  | Cargo abolido (15 de outubro de 1997 – 7 de janeiro de 2005)  | Cargo abolido (15 de outubro de 1997 – 7 de janeiro de 2005)  | Cargo abolido (15 de outubro de 1997 – 7 de janeiro de 2005)  | 7 anos, 2 meses e 23 dias |
| 15                                                            | Isidore Mvouba                                                | 7 de janeiro de 2005                                          | 15 de setembro de 2009                                        | 4 anos, 8 meses e 8 dias  |
| Cargo abolido (15 de setembro de 2009 – 23 de abril de 2016)  | Cargo abolido (15 de setembro de 2009 – 23 de abril de 2016)  | Cargo abolido (15 de setembro de 2009 – 23 de abril de 2016)  | Cargo abolido (15 de setembro de 2009 – 23 de abril de 2016)  | 6 anos, 7 meses e 8 dias  |
| 16                                                            | Clément Mouamba                                               | 23 de abril de 2016                                           | 18 de maio de 2021                                            | 5 anos e 25 dias          |
| 17                                                            | Anatole Collinet Makosso                                      | 18 de maio de 2021                                            | Incumbente                                                    | 3 anos, 9 meses e 27 dias |